# Alvin Langdon Coburn

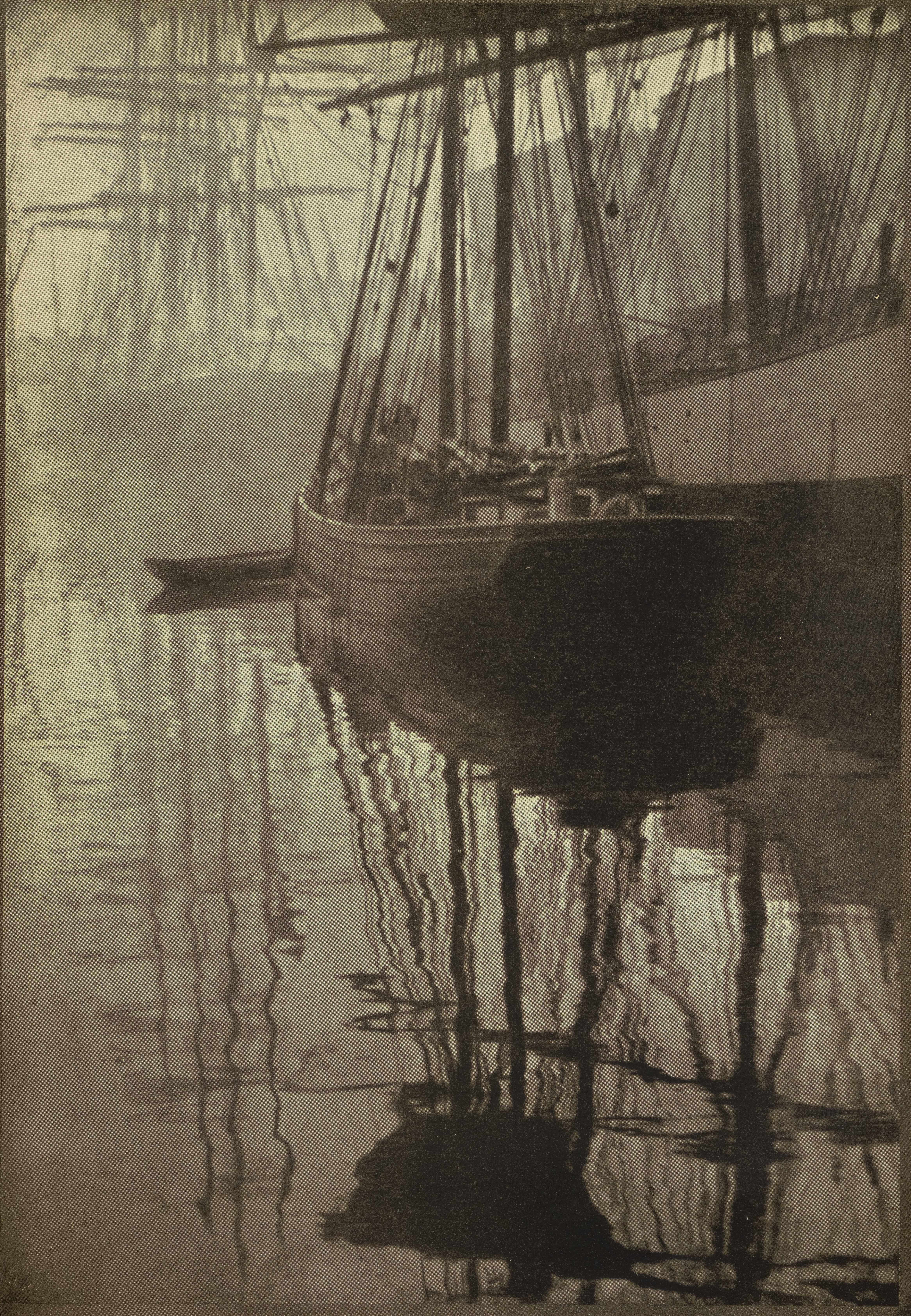
”Spiderwebs, Camera Work, 1908

Alvin Langdon Coburn (Boston, 11 juni 1882 - Rhos-on-Sea, Colwyn Bay, Noord-Wales, 23 november 1966) was een Amerikaans-Brits fotograaf. In 1907 werd hij door Bernard Shaw "de grootste fotograaf ter wereld" genoemd.

## Leven en werk
Langdon Coburn begon al op achtjarige leeftijd te fotograferen en had in 1898 zijn eerste expositie. Hij werd in 1902 lid van de door Alfred Stieglitz gestarte fotoclub “Photo-Secession”, en een jaar later ook van haar Engelse tegenhanger “Linked Ring”. Vanaf 1904 verschenen de eerste foto’s van Langdon Coburn in Steiglitz’ bekende fototijdschrift ‘Camera Work’. Hij reisde veel, verbleef tussen 1899 en 1912 veelvuldig in Europa, en fotografeerde landschappen en stadsgezichten, met name ook in Londen. Het meest bekend werd hij echter door een serie portretten van bekende personen, vooral van schrijvers, later gepubliceerd onder de titel Men of Mark (1913).
In 1912 vestigde Langdon Coburn zich in Engeland en sloot zich (mede onder invloed van zijn vriend Ezra Pound) aan bij de avant-gardistische Vorticisten-beweging. In deze periode schakelde hij over naar de abstracte fotografie, door hem zelf “vortographiën” genoemd.
Tussen het begin van de twintigste eeuw en de vroege jaren twintig schiep Langdon Coburn een enorm fotografisch oeuvre, waarmee hij een belangrijke bijdrage leverde aan de ontwikkeling en erkenning van de kunstfotografie. Zijn werk valt op door het gebruik van de fotogravure-techniek, welke als kenmerkend wordt beschouwd voor het Picturalisme, waarvan hij naast Stieglitz als een van de grondleggers wordt beschouwd.
In de jaren zestig droeg Langdon Coburn een groot deel van zijn fotoarchief over aan het George Eastman House in New York, waar veel van zijn werk te zien is.

## Portrettengalerij

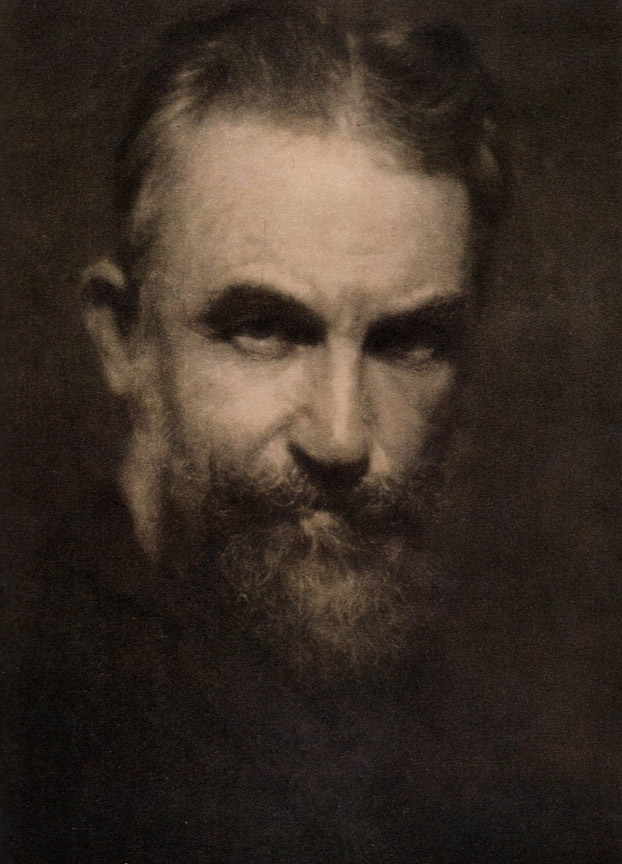
Bernard Shaw, 1908
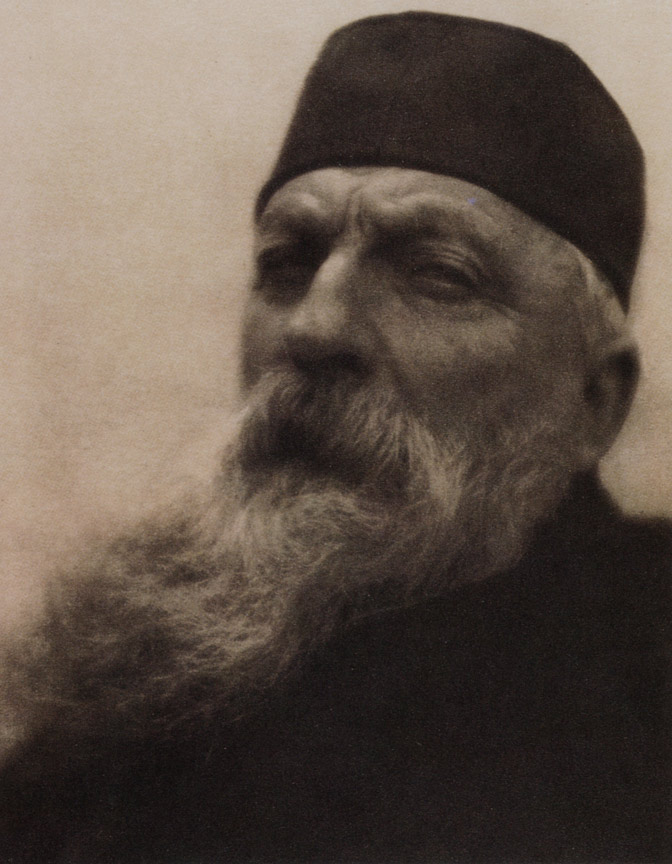
Auguste Rodin, 1908
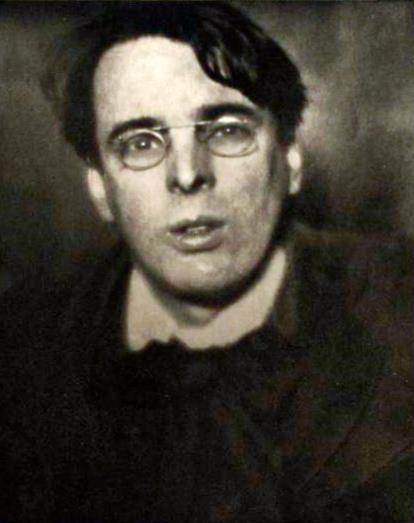
William Butler Yeats, 1908
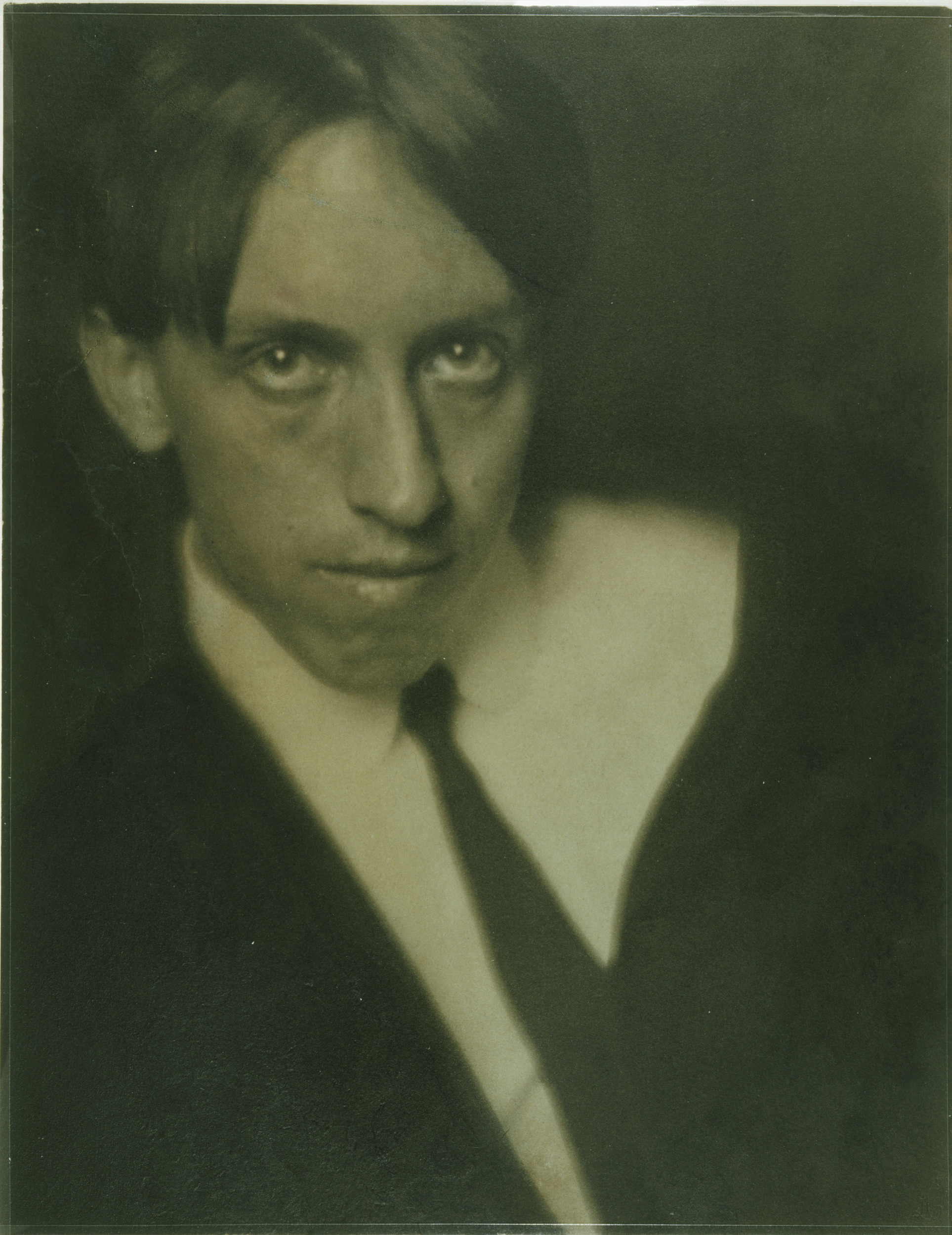
George Seeley, 1903

## Londen, begin 20e eeuw

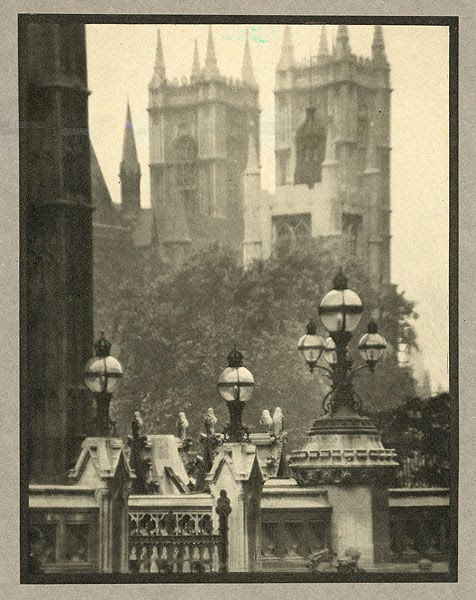
Westminster Abbey
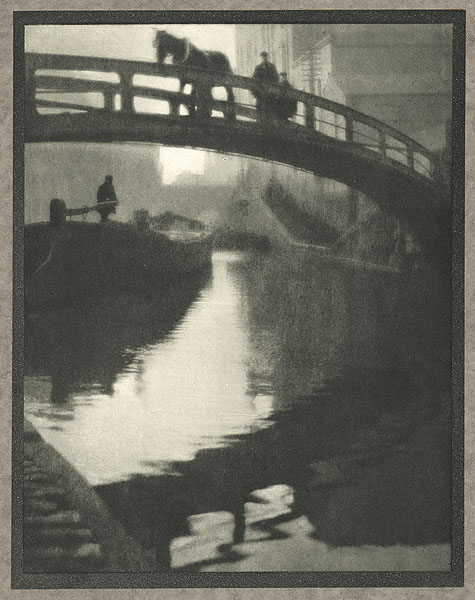
Regent's Canal
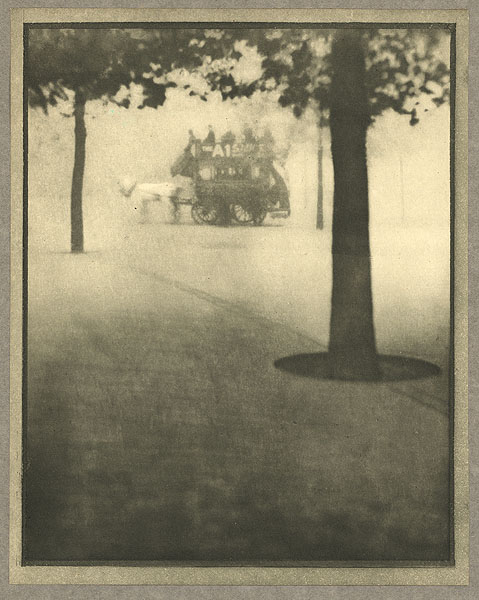
Hyde Park Corner
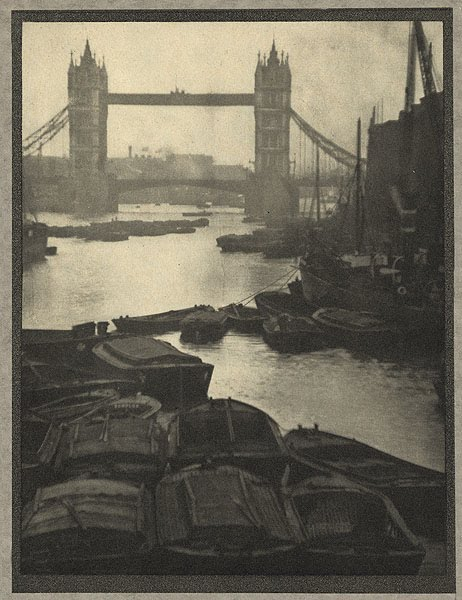
The Tower Bridge

## Werk in openbare collecties (selectie)
- Rijksmuseum Amsterdam[2]

## Referentie
- Biblioteca Nacional de España: XX1161564
- Bibliothèque nationale de France: cb12332291r (data)
- CiNii: DA06789122
- Gemeinsame Normdatei: 120083299
- International Standard Name Identifier: 0000 0000 8135 5049
- Library of Congress Control Number: n79018519
- Nationale Bibliotheek van Letland: 000262024
- MusicBrainz: 1044260b-8342-4753-be1f-152251d94920
- National Gallery of Victoria: 2518
- Nationale Bibliotheek van Tsjechië: xx0153647
- Nationale bibliotheek van Australië: 35029241
- Nationale Bibliotheek van Israël: 987007259884405171
- Nederlandse Thesaurus van Auteursnamen: 072043318
- PIC: 2148
- RKD-Nederlands Instituut voor Kunstgeschiedenis: 259720
- LIBRIS: 181907
- SNAC: w69z973x
- Système universitaire de documentation: 032338783
- Museum of New Zealand Te Papa Tongarewa: 6526
- Trove: 802482
- Union List of Artist Names: 500010929
- Virtual International Authority File: 56681164
- WorldCat: E39PBJbM3mBR7cQXDgtkXqBgKd